# Cristo da Paz

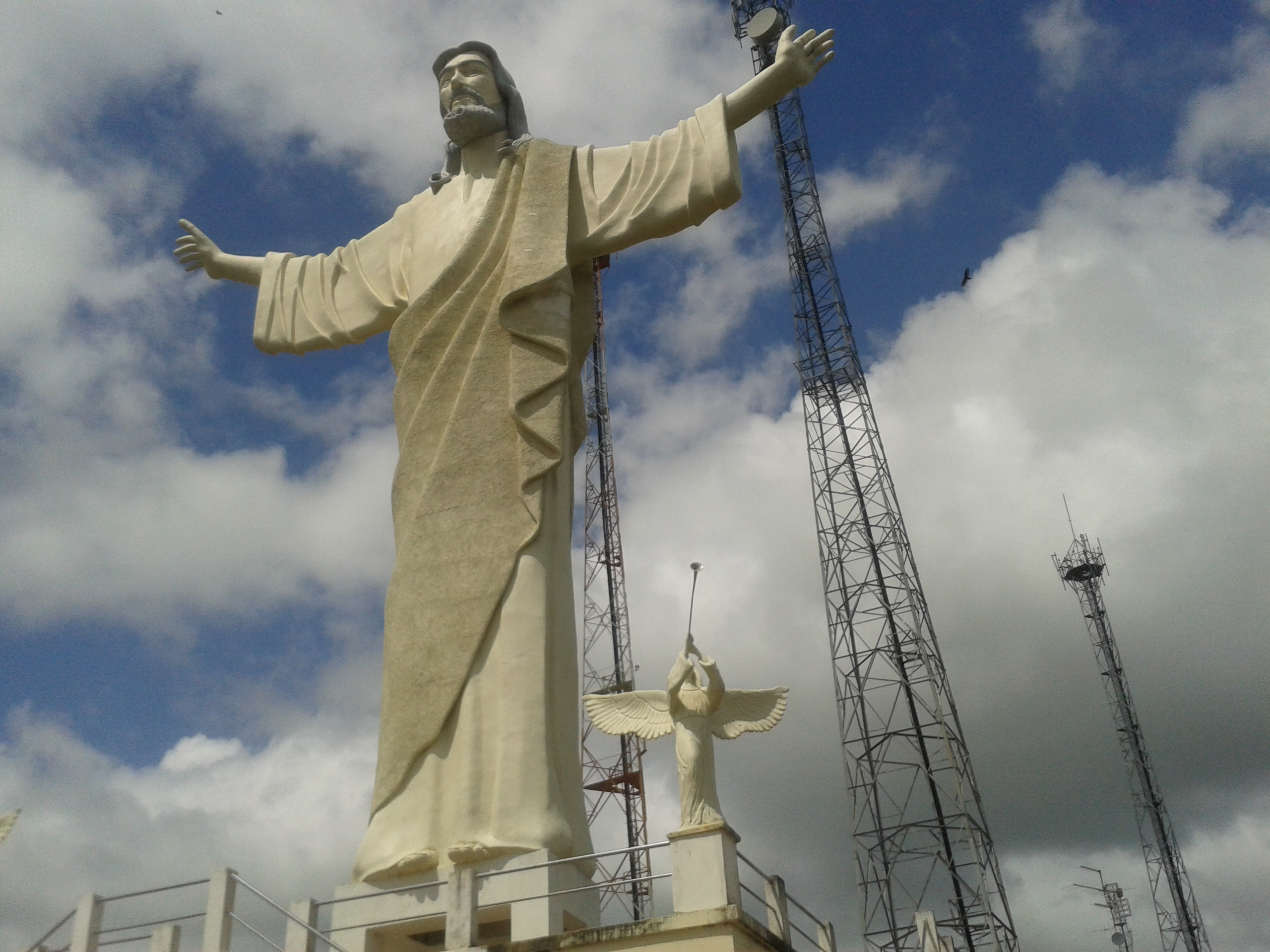
Cristo da Paz em 2015

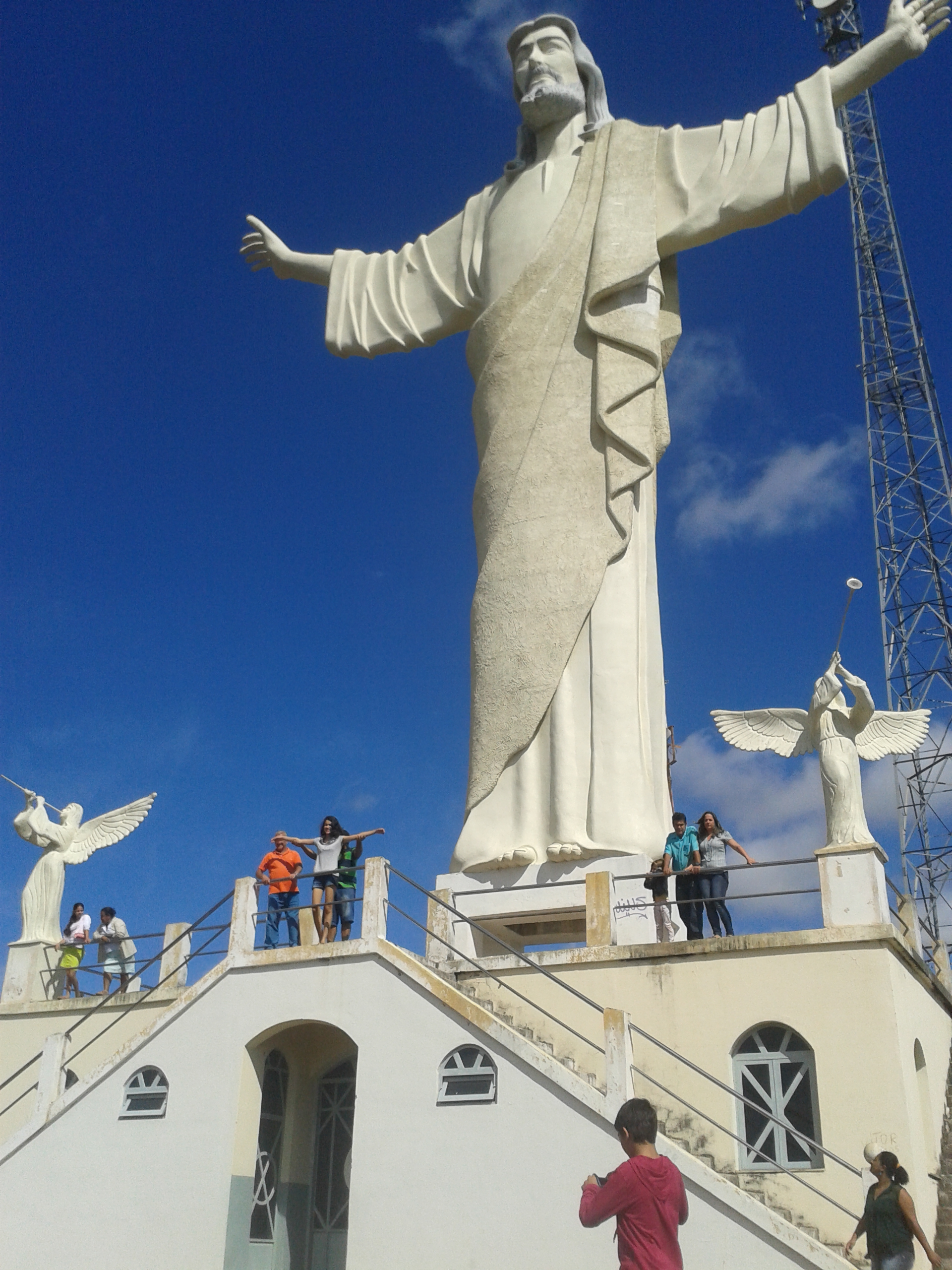
Vista da estátua e sua base

O Cristo da Paz (também chamado de Cristo Paz) é um monumento localizado no município brasileiro de Bom Jesus do Galho, no interior do estado de Minas Gerais. Trata-se de uma estátua que retrata Jesus Cristo com 30 metros de altura localizada no topo de um morro da cidade. É um dos principais atrativos turísticos do município.

## Descrição
Em 9 de janeiro de 1998, foi iniciada a obra de construção do Cristo da Paz, que consumiu em sua execução aproximadamente 510 toneladas de materiais entre ferro e concreto. No início, a ideia era de se construir uma imagem com 10 metros de altura, visando fazer de Bom Jesus do Galho um ponto turístico regional. Com o apoio de toda a população, foi iniciada a obra que terminou com uma imagem de 30 metros e 20 centímetros, sendo a terceira imagem do gênero no País, e a primeira em Minas Gerais, ficando atrás somente do Cristo Redentor do Rio de Janeiro e do Cristo Luz em Balneário Camboriú, Santa Catarina. Foi entregue à comunidade bomjesuense no dia 26 de junho de 1999. Foi tombado como patrimônio cultural municipal pelo Decreto nº 628 de 2003.